# Aeroportul Masset
Aeroportul Masset (IATA: ZMT, ICAO: CZMT) este un aeroport din Columbia Britanică, Canada. Aeroportul a fost tranzitat în 2018 de 24.929 de pasageri.
Situat la o altitudine de 6 m, aeroportul dispune de 1 pistă.

## Infrastructură

### Piste
Aeroportul dispune de o singură pistă. Pista 13/31 are suprafața de asfalt și dimensiunile 1.479 m × 28 m. 